# Motorgenerátor

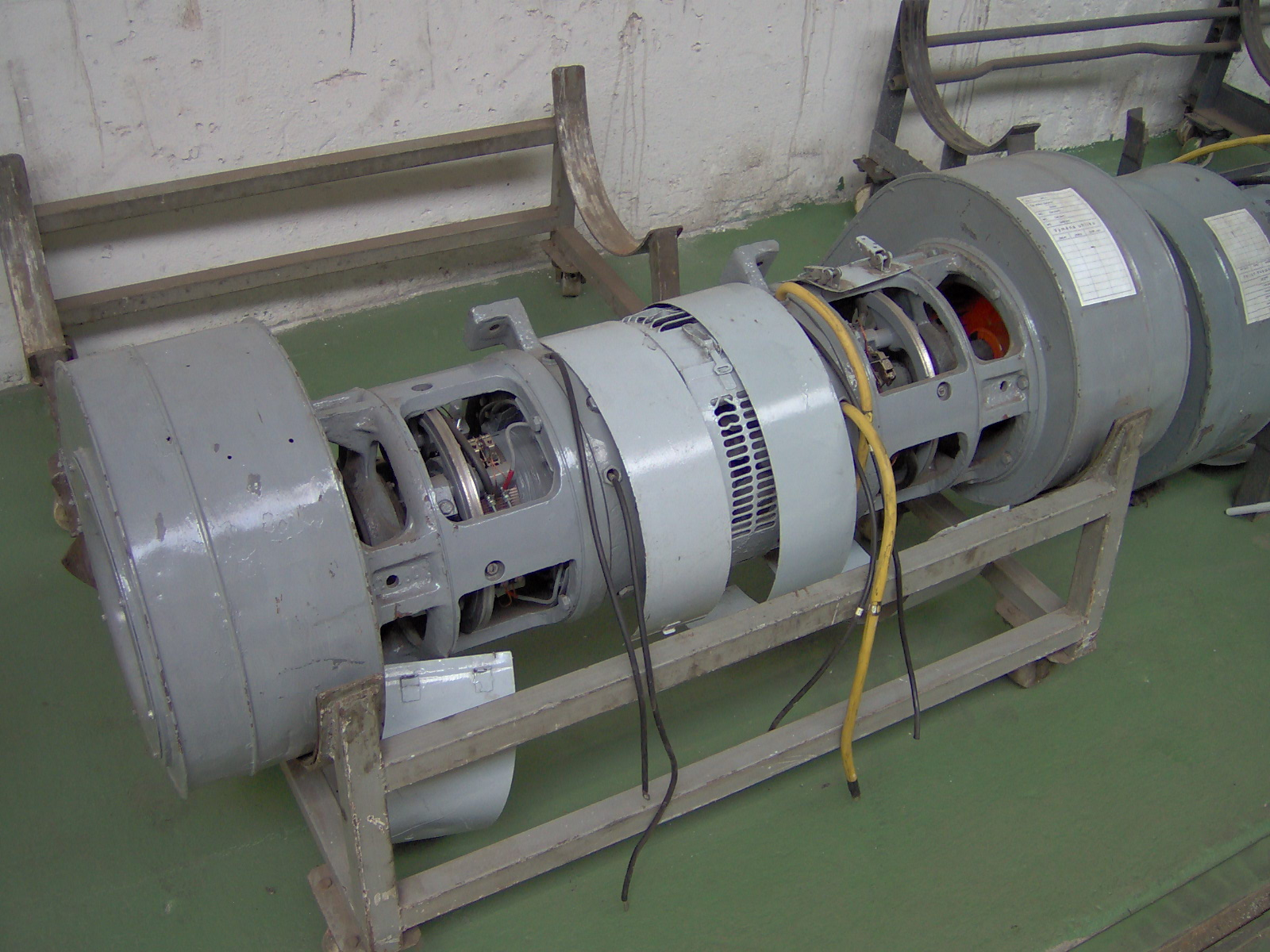
Motorgenerátor používaný v tramvajích Tatra T3 a Tatra K2

Motorgenerátor neboli rotační měnič je soustrojí složené z elektromotoru a generátoru (buď dynama, nebo alternátoru) na společné hřídeli, které slouží k transformaci elektrické energie. Je možné jej použít ke změně napětí, kmitočtu, nebo ke galvanickému oddělení obvodů. Také se používá ke konverzi stejnosměrného proudu na střídavý nebo naopak (viz usměrňovač).
U střídavých generátorů bývá na jednu osu s hlavním generátorem přidáváno ještě menší dynamo, které má za úkol vyrábět pro větší generátor budící proud. Toto řešení se opět užívalo v době, kdy nebyly k dispozici použitelné polovodičové usměrňovače.
Ve srovnání s transformátorem má motorgenerátor nižší účinnost, menší spolehlivost a je hlučnější. Jeho výhodou je však možnost pracovat i se stejnosměrným napětím a schopnost měnit kmitočet. Dnes je však i v těchto případech nahrazován elektronickými obvody s moderními polovodičovými součástkami.
Používá se např. ve starších dopravních prostředcích, kde slouží pro transformaci stejnosměrného trakčního napětí na napětí pro napájení palubní sítě (osvětlení, ovládání, řízení apod.). Na jednom rotoru mohly být i lopatky ventilátoru, což má výhodu, že není nutné zavádět další chladiče.
Příkladem tohoto využití mohou být lokomotivy série VL (ВЛ) z Ruska. Lokomotiva VL10 (ВЛ10) využívá motorgenerátor k nabíjení baterie, napájení budičů rekuperační brzdy a chlazení trakčních motorů. U strojů VL80 (ВЛ80) slouží motorgenerátor k pohonu olejového čerpadla, které chladí trakční transformátor.
Rotační měniče se také používaly ve vojenských radiostanicích pro výrobu anodového vysokého napětí pro elektronky při napájení stanic akumulátorovými bateriemi.